# Casa Barbot
A Casa Barbot, também referida como Casa e jardins da família Barbot, localiza-se na Avenida da República, na atual freguesia de Santa Marinha e São Pedro da Afurada, na cidade e no Município Vila Nova de Gaia, Distrito do Porto, em Portugal.
A Câmara Municipal de Vila Nova de Gaia adquiriu o imóvel, recuperou-o e aí instalou a Casa da Cultura, sede do Pelouro da Cultura, Património e Turismo da autarquia. A Casa Barbot - Casa da Cultura dispõe atualmente de uma área destinada a exposições e à promoção de eventos como debates, colóquios, seminários, workshops, lançamento de livros e momentos musicais.
A Casa Barbot encontra-se classificada como Imóvel de Interesse Público desde 1982.

## História
Trata-se de uma antiga residência unifamiliar, erguida em 1904 por iniciativa do vianense Bernardo Pinto Abrunhosa, seu primeiro proprietário. No entanto, o nome pelo qual é conhecida provém de Ermelinda Barbot, proprietária do imóvel em 1945.
Na Casa Barbot trabalharam o arquiteto Ventura Terra, que assinou a "Sala dos Passos Perdidos" do Palácio de São Bento, em Lisboa, o escultor Alves de Sousa, o mestre estucador Domingos Baganha, e o professor de pintura Veloso Salgado, responsável pela decoração de algumas divisões.

## Características
É o único exemplo de arte nova em Vila Nova de Gaia e inclui elementos de inspiração árabe na cobertura, azulejos de inspiração neoclássica e ainda elementos de gosto oriental, aproximando o edifício de um gosto francês de finais do século XIX.
Apesar das sucessivas transformações introduzidas pelos diversos proprietários, o edifício mantém a primitiva estrutura de cave mais dois pisos. A fachada virada para a avenida apresenta duas varandas sobrepostas, de composição conjunta. No ângulo, encontra-se uma outra varanda em consola, de planta circular, com uma espécie de baldaquino em forma de bolbo, que corresponde, no piso térreo, a um duplo arco. A fachada norte destaca-se pelo terraço superior, com cobertura hexagonal ao centro, cujo desenho se reflecte no piso inferior, e escadaria exterior de acesso ao portal, protegido por cobertura de ferro. Esta cobertura em mansarda com óculos denota a influência do estilo do Segundo Império Francês de Napoleão III.